# Adrian Lyne
Pour les articles homonymes, voir Lyne.
Adrian Lyne est un réalisateur et producteur de cinéma britannique, né le 4 mars 1941 à Peterborough (Grande-Bretagne), devenu roi du thriller érotique dans les années 1980 avec 9 Semaines ½ ou Liaison fatale. 

## Biographie
Adrian Lyne nait à Peterborough, dans le comté de Cambridgeshire en Angleterre.
Il fait ses études à Highgate School à Londres. Dans les années 1970, il tourne ses premiers courts métrages, The Table et Mr. Smith, inspirés par la Nouvelle Vague. Il réalise également de nombreux spots publicitaires.
En 1980, sort son premier long-métrage comme réalisateur, Ça plane les filles (Foxes). Le film brosse un portrait de quatre adolescentes sur fond de sexe, drogue et autorité parentale. On y retrouve notamment Laura Dern et Jodie Foster.
En 1983, il accède à la notoriété en réalisant Flashdance, qui est un énorme succès mondial. En 1986, il change de registre avec un film torride à l'esthétique raffinée  : 9 Semaines ½ avec Kim Basinger et Mickey Rourke. Il enchaîne avec le thriller Liaison fatale, avec Michael Douglas et Glenn Close. Nouveau succès, le film décroche six nominations aux Oscars 1988 (meilleur film, meilleure actrice, meilleure actrice dans un second rôle, meilleur scénario adapté et meilleur montage).
En 1990, il rencontre un premier échec commercial avec L'Échelle de Jacob, une œuvre fantastique plus personnelle sur les cauchemars et hallucinations d'un ancien combattant du Viêt Nam incarné par Tim Robbins. Adrian Lyne revient alors à son genre de prédilection, les histoires d'amour sulfureuses, avec Proposition indécente en 1993. Il y dirige notamment Robert Redford et Demi Moore.
En 1997, il adapte le roman Lolita de Vladimir Nabokov. Mais le film reçoit les foudres de la censure qui oblige de nombreuses coupes notamment pour les scènes d'amour entre Jeremy Irons et l'adolescente Dominique Swain. En 2002, il signe le remake de La Femme infidèle (1969) de Claude Chabrol, intitulé Infidèle.
En 2019, il annonce que son prochain film sera de nouveau un thriller érotique intitulé Eaux profondes avec Ben Affleck et Ana de Armas dans les rôles principaux. Le film sortira courant 2022. Il s'agit de son premier long métrage depuis Infidèle sorti en 2002.

## Filmographie
Sauf indication contraire, les informations mentionnées dans cette section peuvent être confirmées par les bases de données cinématographiques IMDb et Allociné,  présentes dans la section « Liens externes ».

### Courts métrages
- 1972 : The Table (également scénariste)
- 1976 : Mr. Smith (également scénariste)

### Longs métrages
- 1980 : Ça plane les filles (Foxes)
- 1983 : Flashdance
- 1986 : 9 Semaines ½ (Nine 1/2 Weeks)
- 1987 : Liaison fatale (Fatal Attraction)
- 1990 : L'Échelle de Jacob (Jacob's Ladder)
- 1993 : Proposition indécente (Indecent Proposal)
- 1997 : Lolita
- 2002 : Infidèle (Unfaithful) (également producteur)
- 2022 : Eaux profondes (Deep Water)

### Clips musicaux
- 1983 : Maniac de Michael Sembello
- 1983 : Flashdance... What a Feeling d'Irene Cara

## Distinctions principales
Source : Internet Movie Database

### Récompenses
- Hochi Film Awards 1983 : meilleur film étranger pour Flashdance
- Blue Ribbon Awards 1984 : meilleur film étranger pour Flashdance
- Festival international du film fantastique d'Avoriaz 1991 : prix du public pour L'Échelle de Jacob

### Nominations
- Oscars 1988 : meilleur réalisateur pour Liaison fatale
- Golden Globes 1988 : meilleur réalisateur pour Liaison fatale
- Directors Guild of America Awards 1988 : meilleure réalisation pour Liaison fatale
- Razzie Awards 1994 : pire réalisateur pour Proposition indécente